# چوکی کوتا
چوکی کوتا (به اسپانیایی: Chuqi Quta) یک کوه در پرو است. چوکی کوتا ۵٬۲۰۰ متر بالاتر از سطح دریا واقع شده‌است.